# Cianea
Cianea o Cíane (en griego Κυανῆ), fue una ninfa, en la mitología griega, una de las hijas del dios fluvial Meandro.
Esposa del héroe Mileto, que partió de Creta para fundar la ciudad de Mileto. Y en Asia Menor, se conocieron. De su unión, nacieron gemelos, un niño, Cauno y una niña Biblis, que cumplirían un destino trágico cuando se enamoraron.
Otra leyenda dice que fue convertida en peñasco porque no quiso escuchar a un joven que la amaba, y ante esto, se mató en su presencia, sin causarla la más mínima compasión.